# Franz Kamphaus

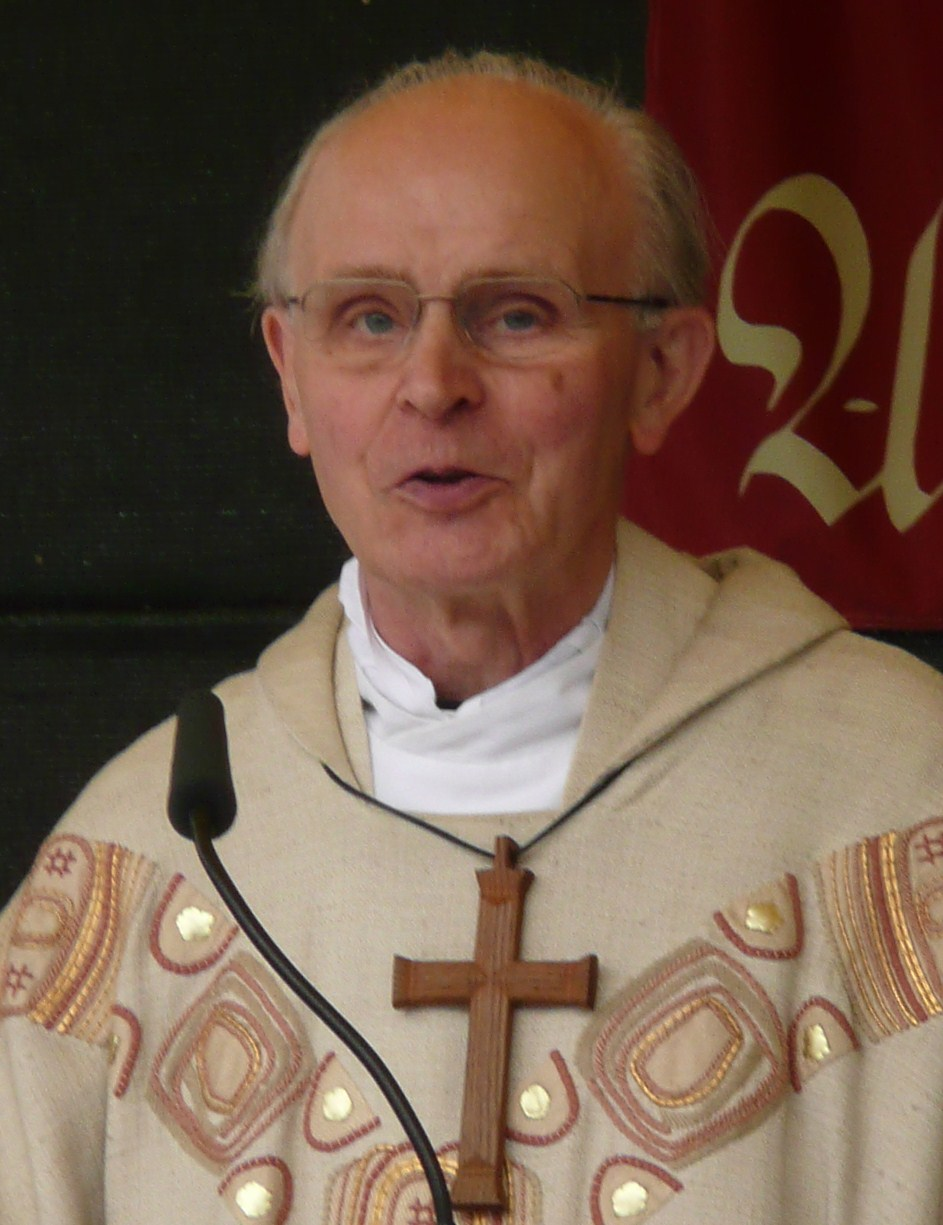
Altbischof Franz Kamphaus am 10. August 2008 bei der 900-Jahr-Feier seines Wohnortes Aulhausen

Franz Kamphaus (* 2. Februar 1932 in Lüdinghausen; † 28. Oktober 2024 in Rüdesheim-Aulhausen) war ein deutscher römisch-katholischer Geistlicher, Theologe, bis 1973 Hochschullehrer in Münster und von 1982 bis 2007 Bischof von Limburg.

## Leben
Franz Kamphaus wuchs als jüngstes von fünf Kindern einer Bauernfamilie in der Bauerschaft Tüllinghoff bei Lüdinghausen auf. Nach dem Abitur, das er am Collegium Augustinianum Gaesdonck abgelegt hatte, studierte er Katholische Theologie und Philosophie an der Westfälischen Wilhelms-Universität Münster und an der Ludwig-Maximilians-Universität München. Anschließend empfing er am 21. Februar 1959 durch den Bischof von Münster, Michael Keller, das Sakrament der Priesterweihe. 1968 wurde Kamphaus mit der Arbeit Von der Exegese zur Predigt. Über die Problematik einer schriftgemäßen Verkündigung der Oster-, Wunder- und Kindheitsgeschichten an der Universität Münster zum Dr. theol. promoviert. Dort lehrte er ab 1972 als Wissenschaftlicher Rat und ab 1974 als Honorarprofessor für Homiletik Pastoraltheologie und Homiletik; von 1973 bis 1982 war er zugleich Regens des Priesterseminars der Diözese Münster.
Am 3. Mai 1982 ernannte ihn Papst Johannes Paul II. zum Bischof von Limburg. Kardinal Joseph Höffner spendete Franz Kamphaus am 13. Juni desselben Jahres die Bischofsweihe, Mitkonsekratoren waren der Bischof von Münster Reinhard Lettmann sowie der Bischof von Daloa Pierre-Marie Coty. Kamphaus stellte sein Bischofsamt unter den Wahlspruch Evangelizare pauperibus (lateinisch für „Den Armen das Evangelium verkünden“), ein Zitat aus Lk 4,18 .
Kamphaus bewohnte nicht mehr das bischöfliche Haus in der Limburger Altstadt, in dem er zeitweilig eine Flüchtlingsfamilie aus Eritrea unterbrachte, und bezog stattdessen ein Zweizimmerapartment im Limburger Priesterseminar. Auch seine Dienstlimousine mit Fahrer nahm er nur ungern in Anspruch; meist fuhr er selbst mit seinem Opel Kadett. Wie es heißt, verzichtete er auf die Hälfte des Gehalts, das ihm als Bischof zugestanden hätte, und begnügte sich mit dem Einkommen eines Pfarrers, das ihm ebenfalls zu hoch vorgekommen sei. „Ich brauche so viel gar nicht“, habe er gesagt.
In seine Amtszeit fiel die Gründung der Profilkirchen. Das sind die Jugendkirchen Jugendkirche Jona, Jugendkirche Crossover, Jugendkirche Kana (alle 2005), die Meditationskirche Heilig-Kreuz – Zentrum für christliche Meditation und Spiritualität des Bistums Limburg und die Trauerkirche Fachzentrum Trauerseelsorge des Bistums Limburg (beide 2007).
Bis Herbst 2006 war Kamphaus Vorsitzender der Kommission Weltkirche der Deutschen Bischofskonferenz.
Gemäß 401, § 1  CIC reichte Kamphaus wegen Vollendung des 75. Lebensjahres bei Papst Benedikt XVI. ein Rücktrittsgesuch von seinem Amt als Limburger Bischof ein. Der Papst nahm das Rücktrittsgesuch zum 2. Februar 2007 an, und Kamphaus wurde mit einer Pontifikalvesper an seinem Geburtstag (am Feste der Darstellung des Herrn) aus dem Amt verabschiedet. Nach seiner Emeritierung war Franz Kamphaus als Seelsorger im St. Vincenzstift Aulhausen im Rheingau tätig, wo er auch lebte.
Am 20. Januar 2008 – also fast ein Jahr nach Kamphaus’ Entpflichtung – wurde der Münsteraner Weihbischof Franz-Peter Tebartz-van Elst als Nachfolger von Kamphaus und seinerzeit jüngster deutscher Bischof ins Amt eingeführt. Damit wurde erneut ein Priester aus dem Bistum Münster Bischof von Limburg.
2019 wurde ein Fall sexuellen Missbrauchs durch einen Priester im Bistum Limburg bekannt, der in den 1980er-Jahren aus dem Bistum Würzburg nach Limburg gewechselt war. Der damalige Bischof Kamphaus, der dem betreffenden Priester die Leitung einer Pfarrei im Westerwald übertragen hatte, sprach im November 2019 von „schweren Fehlern“, die er begangen habe. Er bat öffentlich „in aller Form um Verzeihung“.

## Tod
In den frühen Morgenstunden des 28. Oktobers 2024 starb Franz Kamphaus im Rüdesheimer Stadtteil Aulhausen. Die Totenwache wurde vom 2. bis 5. November 2024 in der Stadtkirche St. Sebastian in Limburg abgehalten. Er wurde am Nachmittag des 5. November 2024 im Anschluss an ein Requiem in der Bischofsgruft des Limburger Doms beigesetzt.

## Bischofswappen

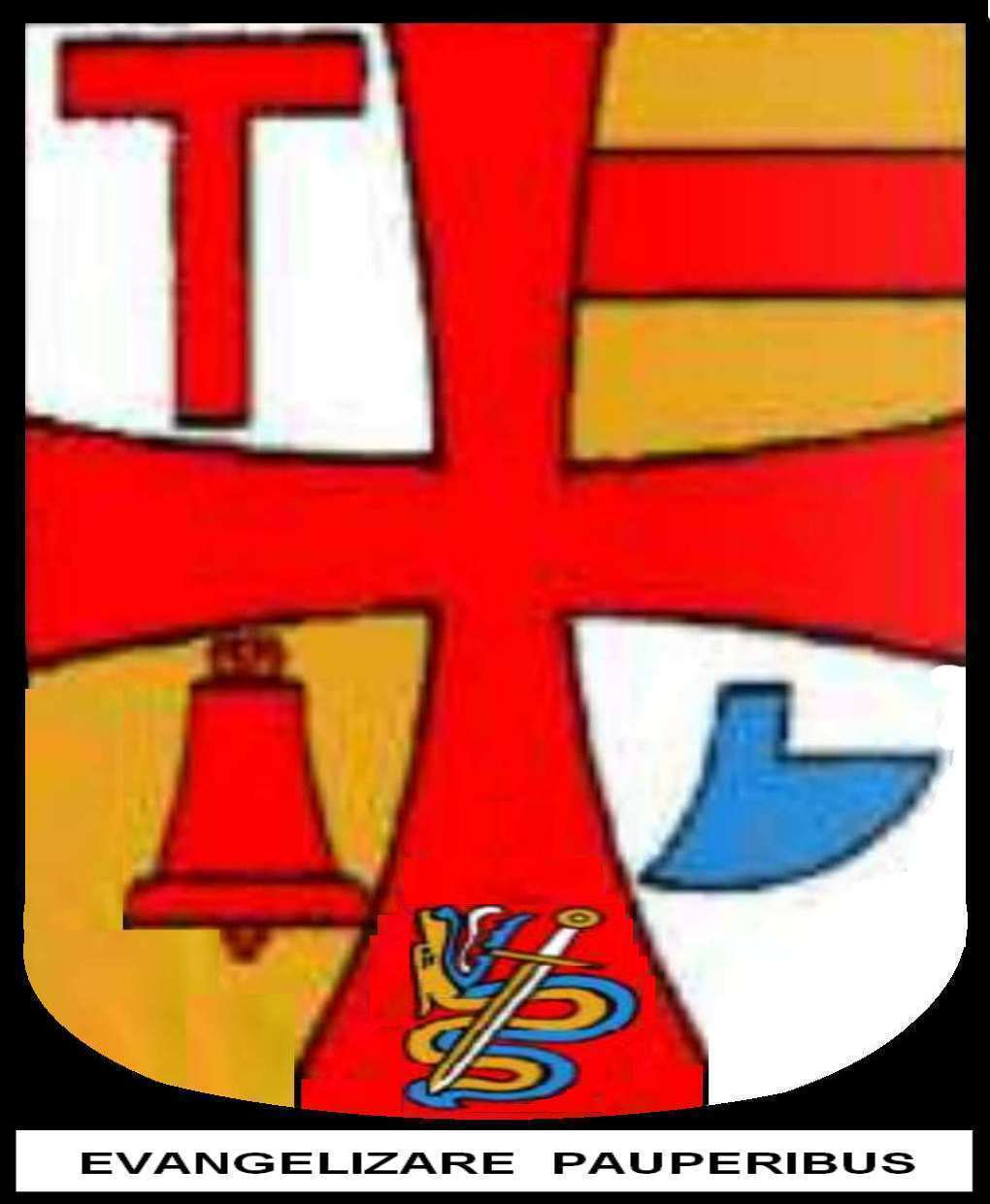
Kamphaus’ Bischofswappen

Der Wappenschild ist durch ein breitendiges rotes Kreuz geviertelt, in dessen Fuß ein blau-goldener Drache mit aufliegendem Schwert dargestellt ist. Feld 1 enthält ein rotes Taukreuz in Silber, Feld 2 einen roten Balken in Gold (Wappen des Bistums Münster), Feld 3 eine rote Glocke in Gold und Feld 4 eine blaue Pflugschar in Silber. Es enthält keine bischöflichen Insignien (Galero, Kreuz, Krummstab).
Sein Wahlspruch war Evangelizare pauperibus („Den Armen das Evangelium verkünden“), ein Zitat aus Lk 4,18 .

## Schwangerschaftskonfliktberatung
Bundesweite Bekanntheit erreichte Kamphaus 1999 durch seine Position in der Frage der Schwangerschaftskonfliktberatung, bei der er sich zeitweise gegen Papst Johannes Paul II. stellte und eine vorübergehende Sonderregelung für sein Bistum erreichte: Beratungsstellen des Bistums boten schwangeren Frauen weiter die gesetzliche Beratung an und stellten auch Beratungsscheine aus, die im Rahmen der Gesetze eine straffreie Abtreibung ermöglichten. Durch einen päpstlichen Entscheid vom 8. März 2002 musste das Bistum Limburg davon absehen, derartige Scheine weiterhin auszustellen. Außerdem stattete Johannes Paul II. den Limburger Weihbischof Gerhard Pieschl mit einer Sondervollmacht gemäß 403, § 2  CIC aus, mit dem Auftrag, die Schwangerenkonfliktberatung im Sinne der kirchlichen Vorgaben umzugestalten.

## Sonstiges
Weil es katholischen Priestern laut Kirchenrecht verboten ist, „öffentliche Ämter anzunehmen, die eine Teilhabe an der Ausübung weltlicher Gewalt mit sich bringen“, tadelte Bischof Kamphaus im Jahr 2006 den Wiesbadener Stadtdekan Ernst-Ewald Roth wegen Ungehorsams und suspendierte ihn von allen seelsorgerischen Aufgaben. Zuvor hatte die Wiesbadener SPD Roth als Kandidaten für das Amt des Wiesbadener Oberbürgermeisters aufgestellt. Wegen einer knapp einen Tag zu spät erfolgten Anmeldung konnte Roth nicht zur Wahl antreten.

## Ehrungen und Auszeichnungen
Zahlreiche Auszeichnungen wurden Kamphaus angetragen. Er nahm jedoch nur zwei an:
- Am 10. Januar 2004 erhielt er in der Frankfurter Paulskirche den Ignatz-Bubis-Preis.
- Am 13. Juni 2007 wurde er mit der Ehrenbürgerwürde der Stadt Limburg ausgezeichnet.

## Zitate
- „Mach’s wie Gott: werde Mensch!“ (2009)[15]
- „Ich möchte nach Kräften daran arbeiten, dass das unterscheidende ursprüngliche Profil des Christentums stärker zum Vorschein kommt. Nur so können wir auch unserem Auftrag in der Welt gerecht werden. Wir brauchen nicht zu wiederholen, was andere sagen und machen. Das wäre langweilig. Das Spannendste bei uns ist und bleibt Jesus Christus.“ (2003)
- „Der Gott, an den wir glauben, ist kein Kriegsgott, kein Gott einer bestimmten Armee, kein Gott nur einer Nation. Er ist der Gott und Vater aller Menschen in Süd und Nord, in Ost und West, im Irak und in Amerika. Sie alle sind seine Geschöpfe. Niemand soll sich daher auf Gott berufen, wenn er zum Krieg rüstet.“ (Bei der Friedenskundgebung der Kirchen auf dem Frankfurter Römerberg am 8. Februar 2003)
- „Während die Liebe wegen ihrer Grundlosigkeit als beglückendes Geschenk erlebt wird, bemüht sich der Hass unablässig darum, seine Grundlosigkeit zu verdecken, indem er krampfhaft und in wortreichen Erklärungen Gründe aufzählt, die ihm den Schein der Rechtmäßigkeit verleihen.“ (2004)[16]

## Publikationen (Auswahl)
- Von der Exegese zur Predigt. Dissertation Universität Münster. Matthias-Grünewald-Verlag, Mainz 1968; 3. Auflage 1971 (auch in niederländischer und slowenischer Sprache).
- Gospels for Preachers and Teachers. Sheed & Ward Ltd 1974, ISBN 0-7220-7411-5.
- Der Stein kam ins Rollen. Worte, die zum Glauben reizen. Herder, Freiburg 1987, ISBN 3-451-20834-2.
- Der Preis der Freiheit. Anstöße zur gesellschaftlichen Verantwortung der Christen. Herder, Freiburg 1987, ISBN 3-7867-1325-1.
- Mutter Kirche und ihre Töchter. Herder, Freiburg 1990, ISBN 3-451-21576-4.
- Wenn Gott zur Welt kommt. Herder, Freiburg 1993, ISBN 3-451-22846-7.
- Komm mit zur Weihnachtskrippe. Herder, Freiburg 1993, ISBN 3-451-27174-5.
- Eine Zukunft für alle. Umkehr zur Solidarität. Herder, Freiburg 1993, ISBN 3-451-23877-2.
- Priester aus Passion. Herder, Freiburg 1993, ISBN 3-451-23234-0.
- Tut dies zu meinem Gedächtnis. Herder, Freiburg 1999, ISBN 3-451-26865-5.
- Den Glauben erden. Zwischenrufe. Herder, Freiburg 2001, ISBN 3-451-27601-1.
- Wenn Gott in die Quere kommt: 60 Predigten und Ansprachen für ein Christsein mit Profil. Herder, Freiburg 2001, ISBN 3-451-27368-3.
- Lichtblicke: Jahreslesebuch. Herder, Freiburg 2001, ISBN 3-451-27047-1.
- Für eine zukunftsfähige Kirche: Brief des Bischofs an die Gemeinden im Bistum Limburg zum 175. Gründungstag des Bistums. Bischöfl. Ordinariat Limburg 2002, SWB-ID 10768037.
- Die Kunst des Sterbens: die deutsche Vergangenheit, religiöse Überzeugung, das Urteil der Vernunft, alles spricht dagegen, daß Ärzte Todgeweihten Sterbehilfe leisten; denn die Kunst des Sterbens, die Ars moriendi, fällt letztlich zusammen mit der Kunst des Lebens, der Ars vivendi; wer nicht sterben kann, der kann auch nicht leben. In: FAZ 30. September 2003, ISSN 0174-4909
- Um Gottes willen – Leben. Einsprüche. Herder, Freiburg 2004, ISBN 3-451-28202-X.
- Gott beim Wort nehmen. Zeitansagen. Herder, Freiburg 2006, ISBN 3-451-28852-4.
- Hinter Jesus her. Meditationen und Aquarelle. (Mit 12 farbigen Aquarellen von Andreas Felger) Präsenz Kunst & Buch, Gnadenthal-Hünfelden 2007, ISBN 978-3-87630-533-2.
- Die Sternstunde der Menschwerdung. Weihnachtliche Anstöße. Mit einem Vorwort von Ulrich Schütz. Herder, Freiburg im Breisgau 2009, 2. Auflage 2010, ISBN 978-3-451-31061-4.
- Gott ist kein Nostalgiker. Anstöße für die Fasten- und Osterzeit. Herder, 2012, ISBN 978-3-451-33329-3.
- Verheißungen. Der spirituelle Adventsbegleiter. Verlag Katholisches Bibelwerk, Stuttgart 2014, ISBN 978-3-460-27163-0.
- Gesalbt, nicht angeschmiert. Die Botschaft der großen Feiern im Kirchenjahr. Verlag Katholisches Bibelwerk, Stuttgart 2014, ISBN 978-3-460-23407-9.
- Wenn der Glaube konkret wird, hg. von Regina Groot Bramel. Patmos Verlag, Ostfildern 2018, ISBN 978-3-8436-1034-6.